# Марченко Ігор Юрійович
Марченко Ігор Юрійович (26 листопада 1975) — російський плавець.
Учасник Олімпійських Ігор 2000, 2004 років.
Призер Чемпіонату світу з водних видів спорту 2003, 2005 років.
Чемпіон Європи з водних видів спорту 2002 року.
Призер Чемпіонату Європи з плавання на короткій воді 2002 року.